# Pterodesmus brownellii
Pterodesmus brownellii är en mångfotingart som beskrevs av Cook 1896. Pterodesmus brownellii ingår i släktet Pterodesmus och familjen Cryptodesmidae. Inga underarter finns listade i Catalogue of Life.